# Tacuadactylus
Tacuadactylus is een geslacht van uitgestorven pterosauriërs, behorende tot de Pterodactyloidea, dat leefde tijdens het Laat-Jura in het gebied van het huidige Uruguay.

## Vondst en naamgeving
Bij Batoví werd een stuk snuit gevonden. In 2016 werd die in de wetenschappelijke literatuur gemeld als het fossiel van een zaagvis, het oudste bekende lid van de Pristidae. Een CAT-scan onthulde echter dat het ging om een pterosauriër. Die werd in 2018 gemeld als de eerste pterosauriër uit Uruguay maar nog niet benoemd. Het lukte nog om de afdruk die het fossiel gemaakt had in het omringende sediment, die men eerst als onbelangrijk terzijde had gelegd, als mal te gebruiken voor een siliconenafgietsel. Dit verschafte belangrijke informatie over de structuur van de zenuwkanalen van de onderzijde, dus het verhemelte.
In 2021 werd de typesoort Tacuadactylus luciae en beschreven door Matías Soto, Felipe Montenegro, Pablo Toriño, Valeria Mesa en Daniel Perea. De geslachtsnaam vebindt een verwijzing naar de Tacuarembó met een gelatiniseerd Oudgrieks daktylos, 'vinger', sinds Pterodactylus een gebruikelijk achtervoegsel in de namen van pterosauriërs. De soortaanduiding eert de dochter van Matias Soto, Lucia.
Het holotype FC-DPV-2869 is gevonden in de Batovíafzetting van de onderste Tacuarembóformatie die wellicht dateert uit het Kimmeridgien of Tithonien. Het bestaat uit een stuk snuit en delen van de onderkaak. De snuitpunt ontbreekt. Een partij van zes losse tanden, specimen FC-DPV 3090, bij Bidegain in dezelfde formatie gevonden, is aangewezen als een paratype. Het gaat wellicht om resten van een braakbal van een of ander roofdier.

## Beschrijving

### Grootte en onderscheidende kenmerken
De bewaarde lengte van het stuk snuit, drieënzestig millimeter, wijst erop dat Tacuadactylus een vrij kleine soort was met een spanwijdte van ruwweg een anderhalve meter.
De beschrijvers wisten enkele onderscheidende kenmerken vast te stellen. Die bestaan uit een unieke combinatie van op zich niet unieke eigenschappen. Het spatelvormige voorste uiteinde van de snuit is niet duidelijk gescheiden van het achterste deel van de snuit. De tandkassen hebben verheven randen en worden gescheiden door diepe uithollingen. De tanden steken schuin naar voren en bezijden uit. Er staan tussen de 1,58 en 2,00 tanden per strekkende centimeter. De afstanden tussen de tanden zijn ongeveer even groot als hun diameters. Het bovenprofiel van de snuit is niet hol. Althans de onderzijde van de snuit toont een opvallend systeem van aderkanalen en openingen. Het glazuur van de tanden toont een textuur van in elkaar vervloeiende richels die minder dan een millimeter breed zijn terwijl duidelijke snijranden ontbreken.

### Skelet
De oorspronkelijke lengte van de schedel is geschat op dertig à veertig centimeter. In het algemeen lijkt de bouw van de snuit sterk op die van Gnathosaurus. De snuit heeft vooraan vermoedelijk een sterke verbreding, zoals blijkt uit de voorste basis daarvan. Zo'n verbreding is typisch afgerond maar de sterk zijwaarts uitstekende tanden worden wellicht naar voren toe steeds langer, zodanig dat in de reconstructie van de beschrijvers de lijn tussen hun punten in bovenaanzicht een driehoek vormt met de brede zijde naar voren gericht. In zijaanzicht heeft de zeer langgerekte snuit een bol bovenprofiel. Wellicht eindigde dat achteraan in een vlezige kam maar een benige kam ontbreekt. De snuit is afgeplat.
Er zijn aan iedere zijde negen tandkassen bewaard; oorspronkelijk waren er ongetwijfeld veel meer. De meeste tandkassen zijn leeg; slechts één enkele tandwortel is nog aanwezig. Bij het fossiel waren ze echter opgevuld door zand en die opvullingen werden in eerste instantie aangezien voor haaks uitstekende tanden, de reden voor de identificatie als een zaagvis. De CAT-scan toonde dat het niet om tanden ging en dat de tandkassen schuin naar voren gericht zijn onder een hoek van zo'n 45°. De tandkassen hebben een ovale doorsnede, gemiddeld 3,2 millimeter breed en 2,4 millimeter hoog. Middenin worden de rijen tandkassen maar door anderhalve millimeter bot gescheiden. De kaakrand heeft een golvend profiel door uithollingen tussen de tandkassen.
De afdruk van het verhemelte toont een diepere U-vormige groeve die de kaakranden volgt. Vanuit die groeve loopt een dicht netwerk van kleinere vertakkende kanalen zowel naar het midden van het verhemelte als naar de kaakranden.
De tanden van FC-DPV 3090 zijn minder dan een centimeter lang, slank en gekromd. Ze hebben een ovale doorsnede.

## Fylogenie
Tacuadactylus werd in 2021 in de Gnathosaurinae geplaatst, als een nauwe verwant van Gnathosaurus. Dat zou betekenen dat hij het oudste lid is van Ctenochasmatidae dat ooit in Zuid-Amerika is gevonden van welk continent maar weinig pterosauriërs bekend zijn.

## Levenswijze
Net als Plataleorhynchus en Lonchodraco heeft Tacuadactylus duidelijk aanpassingen voor het tasten naar voedsel in een zachte grond. De tanden kunnen dienen om kleine ongewervelden te filteren. De openingen en groeven in het verhemelte kunnen voor zenuwen geweest zijn die subtiele drukverschillen konden waarnemen.